# Мушриф (парк)
Парк Мушриф (араб. حديقة مشرف‎) — крупнейший парк отдыха и развлечений в Дубае, ОАЭ. Парк расположен в восточной части города, примерно в 16 км от его центра, неподалёку от международного аэропорта.

## История
Территория, на которой располагается Мушриф, изначально была весьма популярным среди местных жителей местом для проведения свободного времени вдали от шумной городской жизни, поэтому созданный здесь в 1980 году парк быстро завоевал популярность у отдыхающих. В 1989 году он был значительно расширен.

## Описание
Основа ландшафтного дизайна парка Мушриф — это необычное сочетание пустынных просторов и тропической растительности. На его территории произрастает около 30 000 различных видов деревьев и кустарников, созданы альпийские горки, сады камней, фонтаны и искусственные водоёмы, размещены игровые площадки для детей всех возрастов и места для пикников. Также здесь расположено несколько бассейнов, один из которых сделан специально для женщин.
Парк предусматривает возможность проведения на его территории различных концертов и развлекательных мероприятий, для которых здесь есть специальный открытый театр, а по вечерам посетители могут любоваться красочными световыми и лазерными шоу.

### Интернациональная деревня
Одной из достопримечательностей парка является Интернациональная деревня — своеобразный музей под открытым небом, в котором представлены макеты типовых зданий и сооружений со всего мира: от голландских мельниц и английских домиков до полинезийских храмов и индейских вигвамов.